# 骑龙镇 (重庆市)
骑龙镇，是中华人民共和国重庆市南川区下辖的一个乡镇级行政单位。。

## 行政区划
骑龙镇下辖以下地区：
清水村、道角村、石岗村、石河村、天堡村、齐心村和柏林村。